# Avo Paistik
Avo Paistik (ur. 21 kwietnia 1936, zm. 3 grudnia 2013) – radziecki i estoński reżyser animacji, twórca filmów rysunkowych, pastor.

## Życiorys
Ukończył Politechnikę w Tallinie. Od 1972 roku pracował w studiu Tallinnfilm, najpierw jako scenograf animacji, a od 1973 roku – jako reżyser. Członek ASIFA. Od 1994 roku pastor.
Zmarł w wyniku choroby, dnia 3 grudnia 2013 roku, w wieku 77 lat.

## Wybrana filmografia
- 1973: Kolorowe ołówki